# 別爾沙季

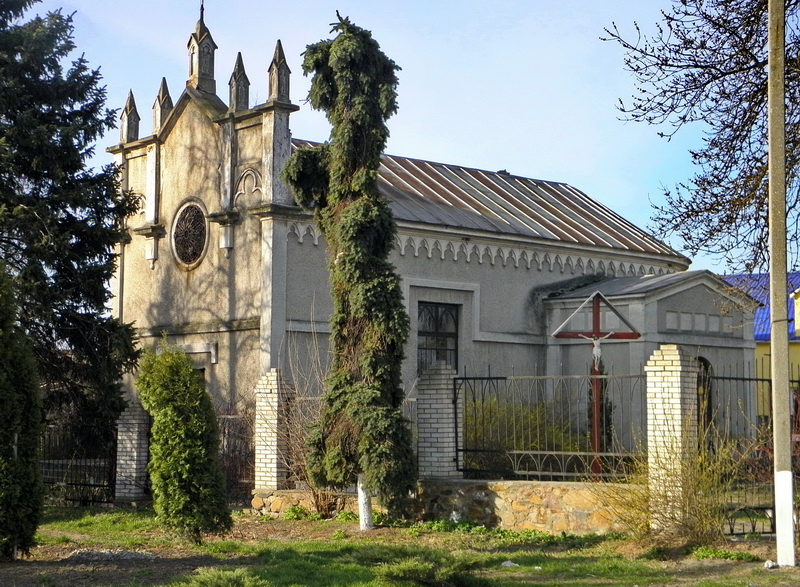
教堂

别尔沙季是烏克蘭西部文尼察州海辛區别尔沙季市镇内的城市及其行政中心。距離州府文尼察124公里，面積7.1平方公里，海拔高度171米，市內的教堂建於18世紀，2022年人口12,205。

## 外部連結
- （乌克兰語） Bershad RADA（页面存档备份，存于） - Bershad RADA
- （乌克兰語） Bershad RDA（页面存档备份，存于） - Bershad RDA
- （乌克兰語） Bershad city and Bershad's district（页面存档备份，存于） - portal of Bershad
- （乌克兰語） portal of Bershad city（页面存档备份，存于） - portal of Bershad city
- （俄文） Bershad. Electronic Jewish encyclopedia（页面存档备份，存于）

48°22′22″N 29°31′57″E / 48.37278°N 29.53250°E